# さいたま市立大砂土中学校
さいたま市立大砂土中学校（さいたましりつ おおさとちゅうがっこう）は、埼玉県さいたま市見沼区東大宮一丁目にある公立中学校。

## 沿革
- 1947年 - 大宮市立第五中学校（現・さいたま市立宮原中学校）が開校し、当地域に分校が設置される。校舎は大砂土東小を借りる。
- 1949年 - 大宮市立第五中学校分校を分離独立させて、大宮市立大砂土中学校として開校する。なお、大宮市立第五中学校は大宮市立宮原中学校に校名が改称された。
- 1949年5月10日 - 開校記念式典を実施（この日を開校記念日とする）。
- 1954年 - 通学区域を変更。
- 1962年 - 校地拡張。
- 1978年 - 大宮市立泰平中学校（現・さいたま市立泰平中学校）を分離。通学区域を変更。
- 1986年 - 給食を実施（センター方式。大宮市西部地区の中学校は前年に実施）。
- 1991年 - 大宮市立八幡中学校（現・さいたま市立大宮八幡中学校）を分離。通学区域を変更。
- 1996年 - 大宮市立土呂中学校（現・さいたま市立土呂中学校）を分離。通学区域を変更。
- 2001年5月1日 - 浦和市、与野市との合併に伴い、さいたま市立大砂土中学校に改称。

## 著名な出身者
- ダイアモンド☆ユカイ（ロック歌手、俳優）
- 土田晃之（お笑い芸人）
- 盆帆与四（ミュージシャン、MEN'S 5キーボード）